# Bazinga rieki
Bazinga rieki este o specie de meduză, singura cunoscută din genul Bazinga, întâlnită pe coasta centrală de est a Australiei.
Biologii marini Lisa-Ann Gershwin și Peter Davie au descris meduza în iunie 2013 pe baza holotipului care a fost colectat din apa puțin adâncă a Râului Brunswick din nordul New South Wales în timpul fluxului. Epitetul specific se referă la Denis Riek, care a fotografiat un exemplar în nordul New South Wales, ceea ce dus la descoperirea sa.
Bazinga rieki nu putea fi plasată în nici o familie sau subordin de meduze rizostome, așadar a fost creată o nouă familie, Bazingidae. Aceasta reprezintă un nou subordin al Rhizostomae, numit Ptychophorae. Bazinga rieki are un corp gros, rotund, translucid și incolor, a cărui suprafață superioară este acoperită cu negi mici cu galben în centru. 
Faldurile musculare subumbrelare sunt maro-aurii, culoarea lor fiind derivată din zooxantele. Cu un diametru de sub 2 centimetri, cam cât o boabă de strugure, este mult mai mic decât orice altă meduză rizostomă. Are un stomac mare circular, care ocupă peste jumătate din organism și este vizibil de dedesubt. Are o ropalie cu glugă, spre deosebire de orice alte meduze rizostome.
Numele genului, Bazinga, are două referințe culturale. În primul rând, ca o expresie colocvială utilizată de către personajul fictiv Dr. Sheldon Cooper în programul de televiziune Teoria Big Bang atunci când își păcălește prietenii, deoarece dimensiunea sa mică a dus la interpretarea greșită ca pui al altei specii, precum meduza similară Catostylus mosaicus. În al doilea rând, termenul bazinga se referă și la o harpă cu șapte coarde, iar canalele drepte radiale ale aceastei noi specii amintesc de astfel de coarde.